# (6556) Arcimboldo
(6556) Arcimboldo es un asteroide perteneciente al cinturón de asteroides, región del sistema solar que se encuentra entre las órbitas de Marte y Júpiter.
Fue descubierto el 29 de diciembre de 1989 por Antonín Mrkos desde el Observatorio Kleť.

## Designación y nombre
Designado provisionalmente como 1989 YS6. Fue nombrado  por Giuseppe Arcimboldo (1527?--1593) quien fue un pintor manierista italiano cuyas composiciones grotescas, casi surrealistas, de frutas, verduras y otros objetos estaban dispuestas para parecerse a retratos humanos. Se convirtió en el pintor favorito de la corte del emperador Habsburgo Rodolfo II en Praga.

## Características orbitales
Arcimboldo está situado a una distancia media del Sol de 2,200 ua, pudiendo alejarse hasta 2,492 ua y acercarse hasta 1,908 ua. Su excentricidad es 0,133 y la inclinación orbital 4,986 grados. Emplea 1191,99 días en completar una órbita alrededor del Sol.

## Características físicas
La magnitud absoluta de Arcimboldo es 13,66. Tiene 5,000 km de diámetro y su albedo se estima en 0,308.